# Тютюневи складове на „Ориент табако“
Тютюневи складове на „Ориент табако“ е емблематична индустриална сграда в Пловдив. Сградата се намира на ул. „Одрин“ 8 в близост до Автогара „Юг“. Тя е известна още с наименованието склада с кулите. Сградата е разрушена на 6 март 2016 г.

## История
Складът е първоначално собственост на фирмата „Ориент табако“ на фамилията Чапрашикови. Солидната четириетажна постройка има дървена конструкция. С четириъгълни кули в двата си края по улица „Одрин“, дъгообразни прозорци и с дебела мазилка на фасадата, тя прилича на замък.
Пловдивчани казват, че именно тази сграда е „Никотиана“ от романа „Тютюн“ на писателя Димитър Димов. Тук са снимани и знакови сцени от филма „Тютюн“ от 1961 г., по сценарий и режисура на Никола Корабов.
След национализацията сградата става част от Тютюневия комбинат „Родопи“, после от Булгартабак. В голямо помещение на първия етаж е използвано за аптека. Местният художник Вълчан Петров е изрисувал стените и колоните с теми от фармацията и медицината. През 1985 г. с още три от тютюневите складове получава статут на недвижима културна ценност.
На 6 март 2016 г. складът е съборен с разрешение на главния архитект на града Румен Русев, въпреки че е паметник на културата. Междувременно около нея се събират пловдивчани и жива верига от архитекти, журналисти, млади хора спират разрушаването, като успяват да опазят само предната фасада. След последвалото разследване се оказва, че като паметник е записан друг склад на същата улица без архитектурни достойнства.